# علوم اعصاب شناختی رویاها
علاقه دانشمندان به روند و کارکردهای رؤیا از زمان تفسیرهای زیگموند فروید در دهه ۱۹۰۰ به وجود آمد با این حال، عصب‌شناسی رؤیا تا تمایزاتی که اخیراً به وجود آمد، به‌طور کامل درک نشده بود. اطلاعات موجود از طریق تکنیک‌های مدرن تصویربرداری از مغز، پایه‌های جدیدی برای مطالعه رویاها در مغز فراهم کرده‌است. مرزهایی که چنین فناوری را فراهم کرده‌است، درک رؤیا را برای ما ایجاد کرده‌است که به نظر می‌رسد همیشه در حال تغییر است؛ حتی در حال حاضر هنوز هم هنوز سوالاتی دربارهٔ عملکرد و محتوای رویاها وجود دارد.
مشاهدات اولیه در مورد علوم اعصاب رویاها در سال ۱۹۵۱ توسط جورج همفری و الیور زنگویل گزارش شد. گزارش آنها به دو مورد آسیب مغزی اشاره داشت که منجر به قطع کامل یا تقریباً کامل خواب دیدن شده بود . هر دو بیمار به نواحی جداری خلفی (قشر posterior parietal) آسیب دیده بودند که یکی از آنها عمدتاً در سمت چپ ناحیه جداری-پس سری (parieto-occipital) قرار داشت. اثرات دیگری شامل نقص بصری، کاهش تجسم (در حالت بیداری) و اختلالات حافظه تصویری نیز در آنها وجود داشت. بیماران گزارش کردند که تصاویر بصری که آنها می‌بینند کم نور و به سختی قابل مشاهده است. اگرچه آنها فقط دو مورد را گزارش کردند، اما همفری و زنگویل ایده‌های اولیه ای در مورد مولفه‌های عصبی رؤیا، به ویژه اجتماع ناحیه پیش مغز و ارتباط بین تصویر سازی بصری و توانایی خواب را ارائه دادند.

## مشکلات مسائل روش شناختی در مطالعات علمی رویاها
هنگام مطالعه تجارب ذهنی مانند خواب دیدن چندین مشکل وجود دارد. روش‌شناسی مربوط به مطالعات دربارهٔ رؤیا با پیچیدگی‌ها و محدودیت‌های مفهومی فراوان است.

### اعتماد به گزارش‌های شفاهی
یک ضعف قابل توجه در مطالعات دربارهٔ رؤیا، لزوم اتکا به گزارش‌های شفاهی است. خواب به یک گزارش کلامی خلاصه می‌شود که فقط گزارشی از خاطره سوژه مورد نظر ا
ز خواب است، نه تجربه او از خواب. این گزارش‌های شفاهی همچنین در خطر تحت تأثیر قرار گرفتن از عوامل مختلفی قرار دارند. اول آنکه رویاها شامل چندین عنصر شبه حسی، احساسی و حرکتی هستند در حالی که گزارش رؤیا فقط روایت است که ثبت کل تصویر از خواب را دشوار می‌کند. گزارش‌های شفاهی با مشکلات دیگری مانند فراموش کردن رؤیا نیز روبرو هستند. رویاها و گزارش‌ها رویاها در حالت‌های متمایز هوشیاری ایجاد می‌شوند که منجر به تأخیر بین رویداد رؤیا و یادآوری آن در هنگام بیداری می‌شود. در طی این تأخیر زمانی ممکن است فراموشی رخ دهد که منجر به گزارش ناقص شود. فراموشی متناسب با مدت زمان سپری شده بین تجربه و یادآوری آن است. همچنین، به خاطر سپردن در مرحله یادآوری در معرض دخالت قرار دارد و برخی از اطلاعات برای یادآوری در دسترس نیستند. بازسازی رؤیا از روی حافظه در حالت بیداری ممکن است در صحت یادآوری تأثیر بگذارد زیرا ممکن است فرد اطلاعات بیشتری از آنچه را که واقعاً تجربه کرده‌است گزارش کند و ترتیب وقایع عوض شوند.مسئله دیگر دشواری توصیف کلامی مربوط به تجربیات ذهنی بصری مانند آنچه در خواب دیده می‌شود (به عنوان مثال اشیا غیر واقعی، تجربیات عجیب و غریب، احساسات). علاوه بر این، افراد ممکن است از ترس از قضاوت، عمداً در گزارش تجارب رویاهای شرم آور، غیراخلاقی یا خصوصی کوتاهی کنند که منجر به گزارش‌های سانسور شده و ناقص می‌شود.

### محیط آزمایشگاه خواب
محیط آزمایشگاه خواب یکی دیگر از مشکلات اصلی مسائل روش شناختی است. آزمایشگاه‌های خواب یک محیط غیرطبیعی و ناخوشایند برای خواب است. ممکن است فرد احساس راحت نبودن و اضطراب کند که باعث می‌شود خواب دشوارتر و از کیفیت پایین‌تری برخوردار باشد. این «اثر شب اول» نامیده شده‌است. سازگاری کامل با آزمایشگاه خواب ممکن است چهار روز یا حتی بیشتر طول بکشد که بیشتر از مدت اکثر مطالعات آزمایشگاهی است. همچنین طبق مشاهدات محتوای خواب در آزمایشگاه متفاوت از خواب در خانه است. به همین ترتیب، محیط آزمایشگاه ممکن است محتوای رویاهایی را که از بیداری‌های خود به خودی در پایان خواب شبانه به یاد می‌آورند تغییر دهد، همان‌طور که با فراوانی زیاد مراجع آزمایشگاهی در بیداری‌های خود به خود در صبح در گزارش‌های رویاهای REM و NREM نشان داده می‌شود.

### نگرانی‌های آماری
نگرانی‌های آماری در مطالعات رؤیایی یکی دیگر از مشکلات مسائل روش شناختی است. بسیاری از محققان از نمونه‌های کوچک برای مطالعات خواب و نقشه‌برداری پارامتری آماری (تکنیکی برای بررسی تفاوت ثبت شده در فعالیت مغز در طول آزمایش‌ها تصویربرداری عصبی) استفاده کردند. نتایج بدست آمده از نمونه‌های کوچک به دلیل مشکلات آماری ذاتی مرتبط با نمونه‌های کوچک باید با احتیاط تفسیر شود.

### محدودیت‌های فنی
محدودیت‌های فنی نیز مشکلات روش شناختی را ایجاد می‌کند. اندازه‌گیری‌های مربوط به فعالیت سراسری مغز مانند ولتاژ متوسط الکتروانسفالوگرام (EEG) یا جریان خون مغزی نمی‌تواند جمعیت‌های عصبی کوچک اما با نفوذی مانند لوکوس سیرولئوس (locus coeruleus)، هسته رافه (raphe nucleus) و هسته تگمنتال (pedunculopontine tegmental nucleus) که جزئیات مکانیکی و عملکردی را در خواب نشان می‌دهد را شناسایی کند. علی‌رغم این کم‌ و کاستی‌ها، به‌طور گسترده‌ای توافق شده‌است که یافته‌های بالینی و داده‌های به دست آمده از تصویربرداری عصبی معتبر هستند و تصویربرداری عصبی را به عنوان ابزاری اساسی و کلیدی در علوم اعصاب شناختی تأیید می‌کند.

### تفسیر آسیب و فعالیت‌ها
بیماران آسیب دیده مغزی اطلاعات ارزشمند اما نادری در مورد مکانیسم مغز انسان را ارائه می‌دهند. یوجین آسرینسکی و ناتانیل کلایتمن طبق مشاهدات نتیجه گرفتند خواب REM ظهور فیزیولوژیکی رؤیا است و این یک موفقیت بزرگ در درک فرایند رؤیا و خواب محسوب می‌شد. در واقع، ۹۵٪ افراد در طول REM پس از بیداری اظهار کرده‌اند که خواب دیده‌اند در حالی که فقط حدود ۵ الی ۱۰٪ خواب‌ها را پس از بیدار شدن در هنگام خواب غیر REM یا همان (NREM) گزارش کرده‌اند.

## مقایسه گزارش‌های رؤیای REM و NREM
چندین تفاوت مهم بین گزارش‌های رؤیای REM و NREM وجود دارد. در مورد وجود اختلافات کیفی بین کارشناسان اختلاف نظر وجود دارد، اما در مورد اختلافات کمی تا حدودی اتفاق نظر وجود دارد.
این مهم شناسایی شده‌است که پس از بیداری REM گزارش‌ها از رویاها به‌طور قابل ملاحظه ای بیشتر از بیدار شدن از NREM است. گزارش خواب افراد مربوط به مدت زمان خواب REM است. تعداد کلمات و برآورد ذهنی نشان دهنده آن است که مدت خواب با افزایش طول خواب REM افزایش می‌یابد، و نشان دهنده یک رابطه مثبت بین آنهاست. گزارش‌های مربوط به پس از بیداری REM طولانی‌تر هستند همچنین از نظر ادراک چند حالته تر هستند، احساسات را تشدید می‌کنند و کمتر از NREM یادآور زندگی در حالت بیداری هستند. محققان می‌توانند گزارش‌های REM و NREM تغییر نیافته را از یکدیگر تشخیص دهند، در حالی که برخی از افراد خودشان می‌توانند تشخیص دهند که آیا از REM بیدار شده‌اند یا NREM.
ویژگی‌های خواب REM به‌طور مداوم شامل مجموعه ای از ویژگی‌های مشابه است. در حالی که افراد که در خواب هستند مرتباً به اشتباه تصور می‌کنند که بیدار هستند مگر اینکه به وضوح و آشکارا آن را حس کنند. رویاها حاوی چند حالت از تصورات کاذب هستند. بعضی اوقات، هر حالت یا حسی وجود دارد، اما بیشتر اوقات شامل احساسات بصری و حرکتی است. تصاویر رویاها می‌توانند به سرعت تغییر کنند و معمولاً ماهیت عجیبی دارند، اما در عین حال گزارش‌ها گاهی اوقات شامل تصاویر و رویدادهای بسیاری هستند که بخشی از زندگی روزمره هستند.در خواب، کاهش یا عدم وجود تفکر و تأمل یا سایر اشکالات فراشناختی نسبت به دوران بیداری وجود دارد. رویاها همچنین با ناتوانی در شناسایی جهات؛ افراد، زمان‌ها و مکان‌ها مشخص می‌شوند. علاوه بر این، رویاها یک روایت واحد را برای توضیح و تلفیق همه عناصر رؤیایی توضیح می‌دهند. در آخر گزارش‌های مربوط به خواب NREM بیشتر از گزارش‌های REM شامل ذهنیتی شبیه به تفکر در بیداری و ترسیم نگرانی‌های فعلی است.

## اعصاب‌شناسی رویاها

### خواب REM و رویاپردازی
کشف آسرینسکی و کلیتمن تحقیقات بیشتری را دربارهٔ مکانیسم مغز در حوزه خواب REM (با فرض خواب دیدن آنها) ایجاد کرد. مشخص شد که REM توسط ناحیه کوچکی از سلول‌ها واقع در ساقه مغز به نام pons تولید می‌شود (کمی بالاتر از نخاع در گردن قرار دارد). pons استیل کولین را آزاد می‌کند که به قسمت‌هایی از مغز قدامی می‌رود. تصور می‌شد که فعال سازی کولینرژیک در مناطق بالاتر باعث ایجاد تصاویر بی‌معنی می‌شود که رویاهای ما را تشکیل می‌دهد. این فرایند توسط نور آدرنالین و سروتونین که توسط ساقه مغز آزاد می‌شوند، خاموش می‌شود.
شکل‌گیری مدل سنتز فعال سازی که توسط آلن هابسون و مک کارلی در سال ۱۹۷۵ ارائه شد، بیشتر به این یافته‌ها بستگی داشت. مدل آنها بیان می‌کند که رویاها به‌طور فعال توسط ساقه مغز تولید می‌شوند و سپس به صورت منفعل توسط مغز قدامی سنتز می‌شوند. به این معنی که، فعال سازی کولینرژیک که در هر قسمت از مغز قدامی (از طریق انتقال از ساقه مغز) رخ می‌دهد، منجر به تلاش مناطق شناختی مغز برای اعمال حس یا ساختار بر روی فعالیت بی‌معنی می‌شود. تصور نمی‌شد نواحی مغزی به نوعی نقش علیتی داشته باشند زیرا خواب REM تا زمانی که Pons سالم باشد اتفاق می‌افتد، حتی اگر مناطق بالاتر مغز قطع یا برداشته شوند. این استنباطی بر اساس این است که خواب REM رؤیا است

### خواب NREM
اگرچه این فرض همچنان یک دیدگاه غالب باقی مانده‌است، اما شواهد اختلاف نظر از دهه ۶۰ وجود داشته‌است. به عنوان مثال فولکس گزارش داد که ذهنیت و افکار پیچیده در طول NREM امکان‌پذیر است. شرکت کنندگان قبلاً رؤیا را عمدتاً پس از بیدار شدن از REM گزارش می‌دادند، اما با بیدار شدن از خواب در هنگام NREM، فولکس به جای اینکه از آنها بپرسد خواب دیده‌اند یا نه، در مورد آنچه از سر آنها عبور می‌کرد و افکاری که داشتند، سؤال کرد، تا ۵۰٪ افراد نوعی ذهنیت پیچیده را گزارش کردند.بعلاوه، به نظر می‌رسید که این رویاهای NREM در دستهٔ سطح خاصی از خواب (مرحله ۱ و مراحل آخر) قرار بگیرند.این شواهد نشان می‌دهد که خواب محدود نبوده و به دلیل مکانیسم‌های کنترل خواب REM ایجاد نشده‌است و شاید مناطق مغزی کاملاً متفاوتی برای خواب دیدن وجود داشته باشند.
در مرحله بعدی مکانیزم‌های مرتبط با خواب REM حذف می‌شوند تا ببینند آیا در خواب نیز توقف وجود دارد یا خیر، سپس مناطقی که تصور می‌شود با خواب در ارتباط هستند حذف می‌شوند تا ببینند آیا خواب REM نیز غیرممکن است. این مطالعات، به استثنای حوادث طبیعی، با حیوانات انجام می‌شود. یک مشکل اصلی در مورد از بین بردن خواب REM این است که ناحیه مرتبط یا همان ساقه مغز، مسئول هوشیاری است. زخم‌های به اندازه کافی بزرگ که بتوانند REM را به‌طور کامل متوقف کنند از آن طرف ممکن است شخص را بیهوش کنند.در مجموعه ای از همه موارد گزارش شده در مورد توقف خواب (در کل ۱۱۱ مورد) آسیب در ناحیه ای از مغز عنوان شده که کاملاً متفاوت از ساقه مغز است. علاوه بر این، خواب REM نیز حفظ شد. به یاد داشته باشید که pons برای REM بسیار مهم است. از بین رفتن رؤیا فقط زمانی اتفاق می‌افتد که قسمتهای بالاتر نیمکره مغزی آسیب دیده باشد. خواب REM با فعال شدن کولینرژیک در پونز کنترل می‌شود. اکنون اعتقاد بر این است که خواب دیدن ممکن است یک فرایند دوپامینرژیک باشد که در نواحی لیمبیک و قشر پیشانی مغز اتفاق می‌افتد.

### فعالیت دوپامینرژیک
دو ناحیه قدامی در روند خواب دیدن نقش دارند. اولین مورد شامل ماده سفید عمیق بخش قدامی (درست بالای چشم) است. سیستم‌های اصلی موجود در اینجا شامل مسیرهای دوپامینرژیک مزولیمبیک و مزوکورتیکال است. الیاف اتصال دهنده وجود دارد که بین بخش قدامی و ساختار لیمبیک قرار دارند. یک مسیر دوپامینرژیک از ناحیه شکمی مغز عبور می‌کند، از طریق هیپوتالاموس جانبی به نواحی مختلف مغز قدامی (پایه هسته سلول، نوار انتهایی، پوسته تکیه گاه هسته سلول) صعود می‌کند و به آمیگدال، چین خوردگی قدامی مغز و قشر پیشانی ختم می‌شود. آسیب رسیدن به مسیر دوپامینرژیک باعث از بین رفتن رؤیا می‌شود. علاوه بر این، تحریک شیمیایی مسیر (به عنوان مثال با L-DOPA) فرکانس و زنده بودن رویاها را بدون آنکه بر خواب REM تأثیر بگذارد، افزایش می‌دهد. مسیرهای مزولیمبیک و مزوکورتیکال مناطق جستجوگر یا مراکز فرماندهی انگیزشی مغز در نظر گرفته می‌شوند. ضربه نه تنها باعث از بین رفتن رویاها بلکه باعث رفتارهای انگیزه ای نیز می‌شود. برش یا مهار مسیر دوپامین همچنین برخی علائم مثبت اسکیزوفرنی را کاهش می‌دهد، که بسیاری از آنها به حالت‌هایی در رؤیا تشبیه شده‌اند. داروهایی که سیستم را مسدود می‌کنند اثرات ضد روان پریشی دارند اما رویاهای بیش از حد واضح را کاهش می‌دهند. شواهد دیگری مبنی بر اینکه خواب دیدن می‌تواند به‌طور مستقل از خواب REM رخ دهد، در وقوع تشنج‌های شبانه در طول NREM یافت می‌شود که اغلب خود را به عنوان کابوس نشان می‌دهند. فعالیت در اینجا در قشر گیجگاهی مغز دیده می‌شود که باز هم یک ناحیه در بخش قدامی محسوب می‌شود.
شواهد مربوط به درگیری مسیرهای دوپامینرژیک مزولیمبیک و مزوکورتیکال نشان می‌دهد که رؤیا هنگامی روی می‌دهد که یک مولفه انگیزشی فعال شود. رویاها تنها زمانی متوقف می‌شوند که این مسیر حذف شود. این سیستم می‌تواند توسط مکانیسم‌های خواب REM فعال شود اما همچنین می‌تواند به‌طور مستقل در طی سطوح خواب NREM رخ دهد.

### پردازش ادراکی
منطقه دیگری که تصور می‌شود در ایجاد رویاها دخیل است، محل اتصال Parieto-Occipito-Temporal یا همان PTO است. این ناحیه ای از قشر خاکستری طرف پشت مغز است که در بالاترین سطح پردازش ادراکی نقش دارد. در اینجاست که ادراکات به خاطرات و افکار انتزاعی تبدیل می‌شوند. PTO برای تصاویر ذهنی نیز ضروری است. آسیب به‌طور خاص به این ناحیه منجر به از بین رفتن کامل رویاپردازی می‌شود، اما صدمه به سطوح پایین پردازش ادراکی صرفاً منجر به کاهش جنبه‌های تصاویر در رؤیا می‌شود. این مبنای این پیشنهاد است که خواب دیدن شامل توالی معکوس از وقایع ادراکی است. به جای پایین به بالا، از بالا به پایین است (سطوح بالاتر باعث فعال شدن سطوح پایین‌تر می‌شوند نه آنکه پایین‌تر به بالاتر). فعال سازی مکانیسم‌های انگیزشی در مغز معمولاً به سمت اقدامات هدف محور است. با این حال، در هنگام خواب دسترسی به سیستم موتور یا همان سیستم حرکتی مسدود شده‌است (با غیرفعال شدن محدب پشتی بخش قدامی). در نتیجه، فعالیت به عقب و به سمت مناطق ادراکی حرکت می‌کند. به همین دلیل است که بینندهٔ خواب رفتارهای حرکتی انجام نمی‌دهد بلکه آنها را تصور می‌کند. بعلاوه، غیرفعال شدن سیستم انعکاسی در مغز لیمبیک باعث می‌شود، مغز رؤیا را به اشتباه واقعیت تصور کند. آسیب به این ناحیه همچنین منجر به ناتوانی در تشخیص رویاها از واقعیت در هنگام بیداری می‌شود.

## جستار های وابسته
- علوم اعصاب خواب